# Lagoa do Peixinho

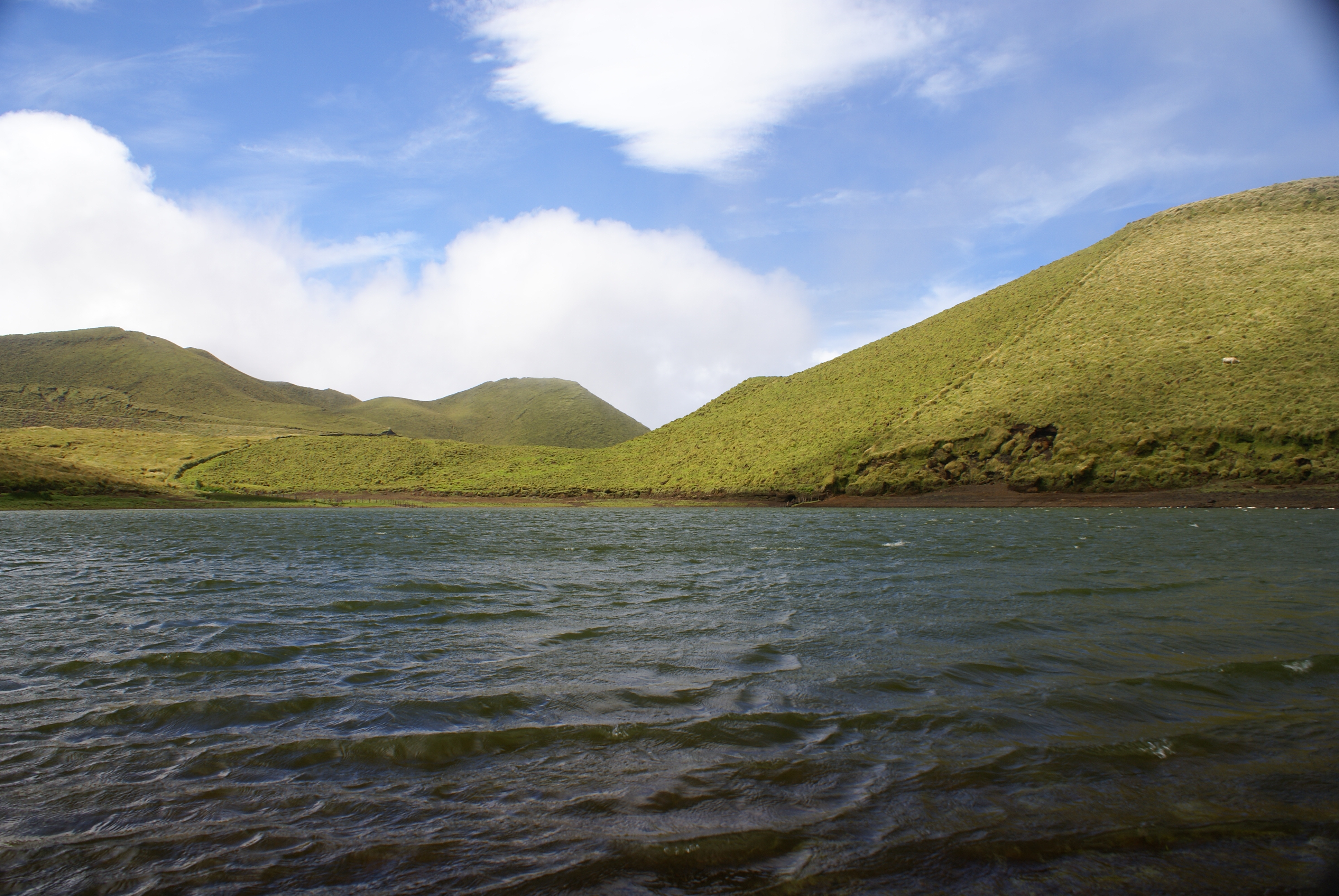
Lagoa do Peixinho.

A Lagoa do Peixinho é uma lagoa portuguesa, localizada na ilha açoriana do Pico, arquipélago dos Açores, município de São Roque do Pico.
Na proximidade desta lagoa que se localiza no planalto central da ilha a cerca de 900 metros de altitude encontra-se a Lagoa da Rosada e a Lagoa do Ilhéu. Este lençol de água está debaixo da influência das elevações do Cabeço do Padre Glória, Cabeço do Padre Roque e do Cabeço da Palhinha.